# 코파 라티나
코파 라티나(스페인어: Copa Latina, 이탈리아어: Coppa Latina 프랑스어: Coupe Latine 쿠프 라틴[*], 포르투갈어: Taça Latina 타사 라티나[*])은 라틴 유럽 국가인 프랑스, 이탈리아, 스페인, 포르투갈의 클럽들 간에 펼쳐진 축구 토너먼트이었다.
1949년 각국의 축구 연맹이 함께 모여 대회를 시작하였다. 경기를 진행하는 데 드는 막대한 비용이 부담되어 매 시즌마다 하나의 개최국을 정하고 그 곳에서 경기를 펼쳤다. 대회는 4강전과 3, 4위전, 그리고 결승전으로 진행되었다.
1949년에 첫 대회가 개최되었는데, 각 국의 최상위 리그 우승 팀들이 참가하였다. 1957년 대회가 유러피언컵의 탄생으로 마지막이 되었다. 레알 마드리드가 1957년 라틴컵과 유러피언컵을 동시에 들어올렸다. 미트로파컵이 제2차 세계 대전 이후에 사라지고 유러피언컵이 탄생하기 전까지의 기간 동안에 라틴컵은 유럽의 가장 권위있는 대회로 여겨졌다.

## 결승전
| 개최 연도 | 우승           | 결과                  | 준우승           |
| --------- | -------------- | --------------------- | ---------------- |
| 1949년    | 바르셀로나     | 2 - 1                 | 스포르팅         |
| 1950년    | 벤피카         | 3 - 3 (연) 2 - 1 (연) | 지롱댕 드 보르도 |
| 1951년    | 밀란           | 5 - 0                 | 릴               |
| 1952년    | 바르셀로나     | 1 - 0                 | 니스             |
| 1953년    | 스타드 드 랭스 | 3 - 0                 | 밀란             |
| 1955년    | 레알 마드리드  | 2 - 0                 | 스타드 드 랭스   |
| 1956년    | 밀란           | 2 - 1                 | 아틀레틱 빌바오  |
| 1957년    | 레알 마드리드  | 1 - 0                 | 벤피카           |

## 같이 보기
- 미트로파컵
- 발칸컵